# Porphyrinia apicipunctalis
Porphyrinia apicipunctalis là một loài bướm đêm trong họ Noctuidae.